# Jak and Daxter
Jak and Daxter is een gamereeks op de PlayStation 2, oorspronkelijk ontwikkeld door Naughty Dog. Er zijn vier computerspellen in de hoofdserie en twee spin-offs uitgebracht. In de meeste speel je als Jak, behalve in de spin-off Daxter.

## Spellen in de serie

### Overzicht
| Jaar | Titel                                | Platform                                     | Opmerking    |
| ---- | ------------------------------------ | -------------------------------------------- | ------------ |
| 2001 | Jak and Daxter: The Precursor Legacy | PlayStation 2                                |              |
| 2003 | Jak II                               | PlayStation 2                                |              |
| 2004 | Jak 3                                | PlayStation 2                                |              |
| 2005 | Jak X: Combat Racing                 | PlayStation 2                                | Spin-off     |
| 2006 | Daxter                               | PlayStation Portable                         | Spin-off     |
| 2009 | Jak and Daxter : The Lost Frontier   | PlayStation 2, PlayStation Portable          |              |
| 2012 | Jak and Daxter Collection            | PlayStation 3 (2012) PlayStation Vita (2013) | Verzamelspel |
| 2017 | Jak and Daxter Bundle                | PlayStation 4                                | Verzamelspel |

### Reeks

#### Jak and Daxter: The Precursor Legacy
Jak and Daxter varen in het begin naar een verboden eiland. Daar valt Daxter in een groot vat met Dark Eco, een slechte substantie. Hij komt er weer uit, alleen verandert hij in een Ottsel (half otter/wezel). Samos de Green Sage kan hen niet helpen en stuurt ze naar de Blue Sage, richting het noorden. Ondertussen ontdekken ze vele nieuwe dingen, waaronder een sinister plot om de wereld te vernietigen.

#### Jak II
In hun tweede verhaal, vliegen Jak, Daxter, Samos en Keira door de tijd, met een rift gate die ze hebben gevonden op het einde van hun vorige verhaal en komen 300 jaar in de toekomst terecht, in het rijk van Baron Praxis: Haven City. Deze baron is een duistere dictator die iedereen doodt die hem tegenwerkt. Jak wordt gevangengenomen voor experimenten met dark eco, die ze op hem willen laten uitvoeren, onder de codenaam 'Dark Soldier Program'. Hierdoor krijgt hij krachten die hij kan activeren als hij genoeg Dark Eco verzameld.
Jak ontsnapt twee jaar later dankzij Daxter, en voegt zich bij The Underground. Hij leert hier nieuwe mensen kennen, waaronder maffiabaas Krew en Torn, die vroeger lid was van het leger van Baron Praxis. Hij leert ook de Metal Heads kennen, wezens die verantwoordelijk waren voor de verdwijning van de Precursors. Hij neemt het op tegen Baron Praxis én de Metal Heads...

#### Jak 3
In hun derde verhaal, worden Jak, Daxter en Pecker in de woestijn gedumpt door Count Veger, die beweert dat Jak verantwoordelijk is voor al het geweld in de stad. Jak & co worden door Damus gered. Vechten in vechtarena's, opdrachten in oude tempels en missies met gierende banden is wat in dit deel te doen is.
Later vindt Jak een manier om terug naar de stad te gaan. Hij leert Light Eco kennen, en maakt er gebruik van om de tijd te bevriezen, te vliegen, te genezen (healen) en voor een zogenaamde schildmodus. Hij moet het uiteindelijk tegen Errol opnemen, een schurk die in Jak 2 de commandant van de crimson guard was. Errol heeft het "Dark Maker Schip" actief gemaakt, en wil zo de wereld vernielen...

#### Jak and Daxter: The Lost Frontier
Het vierde deel uit de Jak and Daxter hoofdserie en de zesde in het geheel. Het was het eerste computerspel in de serie dat niet werd ontwikkeld door Naughty Dog, maar door High Impact Games.
De twee helden Jak en Daxter reizen naar de rand van de wereld om een oplossing te vinden aan het tekort aan eco in hun wereld. Maar, ze moeten op hun weg door de kleurrijke levels vechten tegen luchtpiraten en sinistere wezens. Echter probeert iemand alle duistere eco te gebruiken voor zijn eigen macht.

### Spin-offs

#### Jak X: Combat Racing
In het vierde verhaal worden Jak & co vergiftigd door maffiabaas Krew. Het tegengif verkrijgen ze door het grote-race-kampioenschap van de stad te winnen. Dit is echter niet zonder gevaar. Een van de tegenstanders, Razer, die voor Mizo werkt, probeert op verschillende manieren de wedstrijden te saboteren. Aan het einde van het verhaal sterft Mizo aan het einde van de race en vertelt aan Jak dat hij het waarschijnlijk al gewoon is om mensen voor dood achter te laten: Krew in Jak II, Damos in Jak 3 en nu Mizo.

#### Daxter
Een spin-off van het eerste spel, uitgebracht voor de PlayStation Portable, met in de hoofdrol Daxter en de nieuwe karakters Osmo, Ximon, Kaeden en Taryn. Dit spel speelt zich chronologisch af tussen deel 1 en deel 2 en toont wat Daxter zoal meemaakt tussen het moment dat hij wegrent aan het begin van Jak II, en het moment dat hij Jak bevrijdt uit de gevangenis.